# Châtelraould-Saint-Louvent
Châtelraould-Saint-Louvent é uma comuna francesa na região administrativa do Grande Leste, no departamento de Marne. Estende-se por uma área de 16.91 km², e possui 239 habitantes, segundo o censo de 2018, com uma densidade de 14 hab/km².